# 木村瑞雄
木村 瑞雄（きむら みずお、1915年11月23日 - 1989年7月1日） は、日本の電気工学者。東北大学教授を経て、第4代東北工業大学学長を務めた。

## 人物・経歴
1940年東北帝国大学工学部電気工学科卒業、東洋通信機入社。1941年東北帝国大学工学部通信工学科助手。1946年東北大学電気通信研究所助教授。1958年東北大学工学博士。信州大学工学部教授、東北大学工業教員養成所教授を経て、1968年東北工業大学教授。1969年日本音響学会東北支部長。1971年学校法人東北工業大学理事。1976年東北工業大学学長。1989年従四位勲三等瑞宝章。